# Melungtse
Melungtse (tyb.: Jobo Garu, chiń.: 乔格茹峰 Qiáogérú Fēng) – szczyt w Himalajach. Leży w Chinach, w prefekturze miejskiej Xigazê, blisko granicy z Nepalem. Ma niższy wierzchołek - Melungtse II o wysokości 7023 m. Leży 40 km na zachód od Everestu, sąsiaduje z Gauri Sankar.
Pierwszego wejścia dokonali dwaj słoweńscy wspinacze: Marko Prezelj i Andrej Stremfelj 23 października 1992 r.